# 丸山和歌子
丸山 和歌子 (まるやま わかこ、1905年（明治41年） - 1945年 （昭和20年））は、戦前に活動した日本の女性歌手。
ステージからレコードで活動し、その分野では珍しく広い音域（特に高音のソプラノ）を持つ歌手だった。

## 経歴
東京・神田で幼稚園を営む家に生まれる。女子学院を経て、東洋音楽学校本科声楽部を卒業した。
卒業後は、姉とともに実家の幼稚園経営を引き継いだ。1931年に浅草の金龍館で歌手デビューし、同年にはレコードもリリースされた。ステージに立つと「ワカちゃーん」というかけ声が上がったという。
1937年（昭和12年）にレコード歌手を引退した後はステージでの歌手活動を続け、戦争中は慰問活動で歌声を披露した。
毛利眞人が遺族の証言として記しているところでは、1945年に空襲により死亡した。
死去から74年が経過した2019年に、23曲の歌唱を収めたコンパクトディスク『泣いちゃいけない 丸山和歌子の部屋 1931-1936』がリリースされた。